# Nototodarus gouldi

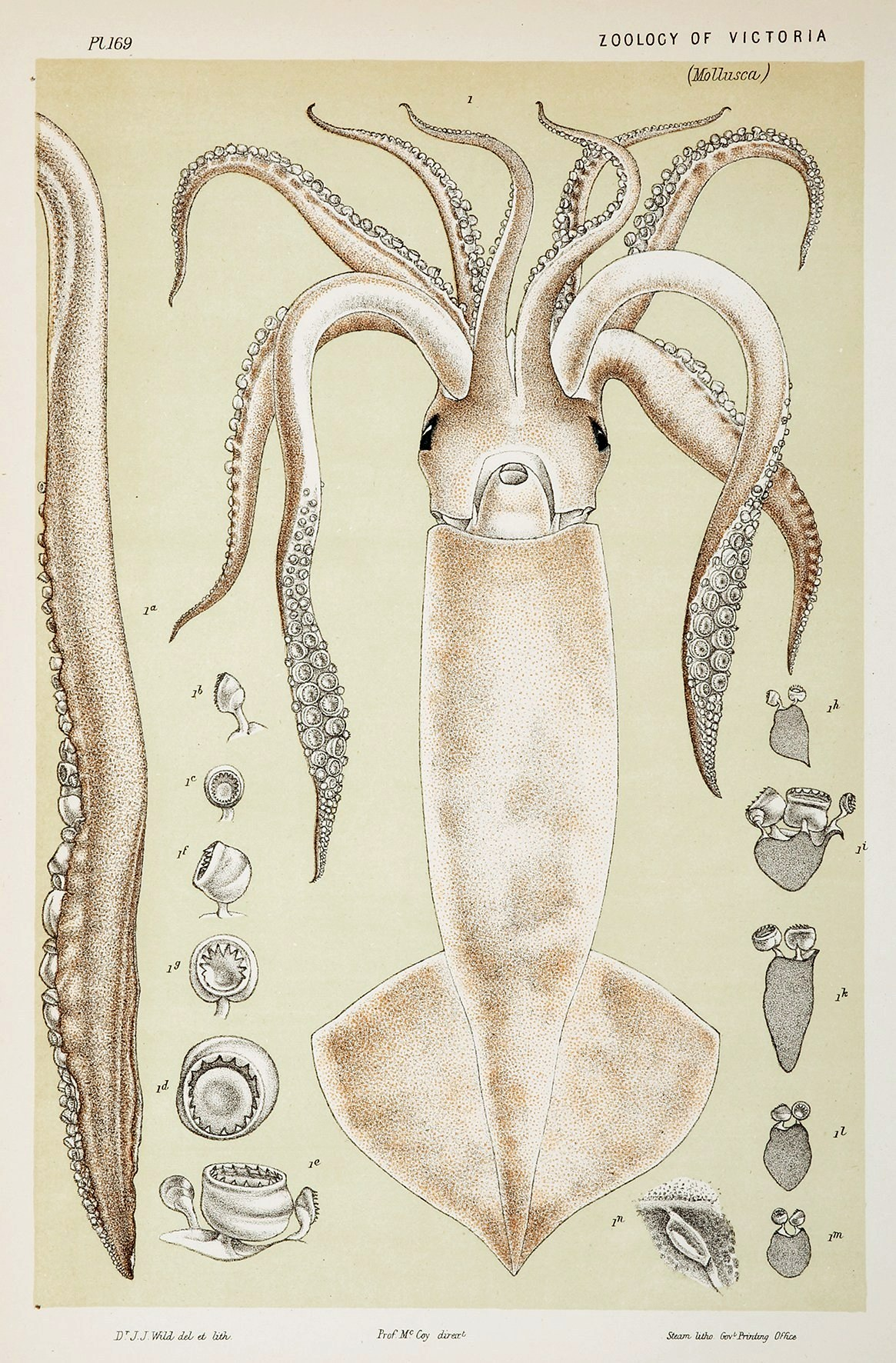
Вид снизу

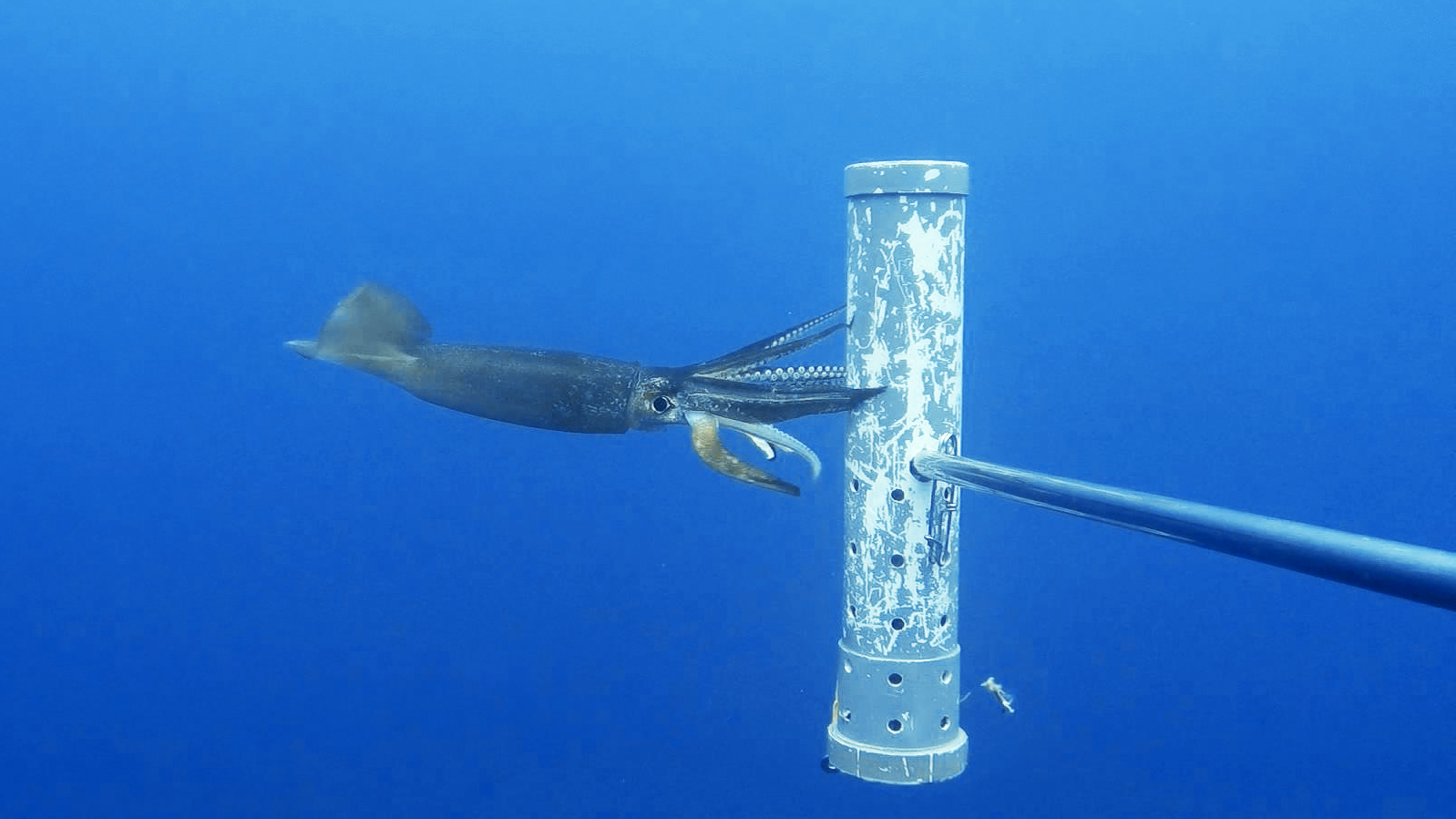
Bremer Marine Park

Nototodarus gouldi (лат.) — вид головоногих моллюсков из семейства Ommastrephidae надотряда десятируких. Обитает в тропических и умеренных водах Австралии и Новой Зеландии. Его часто ловят и потребляют в пищу. Живёт до одного года.
Обычно встречается на глубине 50—200 метров у берегов и на шельфах Австралии и Новой Зеландии, хотя может заходить на глубину до 825 метров. Молодь иногда встречается у берегов.

## Внешний вид и строение
Длина мантии до 40 см, вес до 1,6 кг и средний вес 0,7 кг. Самцы мельче самок. Длина щупалец примерно 18 сантиметров, или 45 % длины мантии. У него есть пара длинных ловчих щупалец и восемь более коротких щупалец на переднем конце. Цвет кожи варьирует от светло-розового или коричневого до кирпично-красного, с темной полосой на верхней стороне тела.

## Биология и жизненный цикл
Как и все кальмары, Nototodarus gouldi — хищник. Он ест мелкую рыбу, такую как сардины и барракуты, а также других кальмаров, а иногда и собственных сородичей. Добычу ловит щупальцами, продвигает к голове, а затем пережевывает острым клювом под щупальцами и проглатывает. Ему угрожают птицы, крупные рыбы, акулы и морские млекопитающие.
Примерно в 6-месячном возрасте этот вид становится половозрелым. Самка хранит сперматофор самца в буккальных мешочках во рту. Яйца оплодотворяются, когда проходят через рот, и затем выпускаются в воду в виде свободно плавающей желеобразной слизи, из которой вылупляются молодые кальмары через 1-2 месяца. Взрослые кальмары гибнут после откладки яиц. Хотя определенный пик нереста наблюдается с февраля по март, они могут нереститься в любое время года.

## Использование человеком
Nototodarus gouldi обычно ловят на джиг (они считаются несъедобными при ловле тралом) и едят в Австралии и Новой Зеландии. Однако колебания их численности, короткие сроки хранения и различный размер делают их проблемными для лова кальмаров. Самый высокий улов за всю историю (7914 тонн) был зарегистрирован с японских рыболовных судов. С тех пор это число в целом уменьшилось. В 2017 году было выловлено 828 тонн кальмаров. Причина снижения неясна. Однако они не считаются жертвами перелова или находящимися под угрозой исчезновения.